# 三成駅
三成駅（サムソンえき）は、大韓民国ソウル特別市江南区三成洞にあるソウル交通公社2号線の駅。駅番号は219。貿易センターの副駅名がある。

## 歴史
- 1982年12月23日 - 開業。

## 駅構造

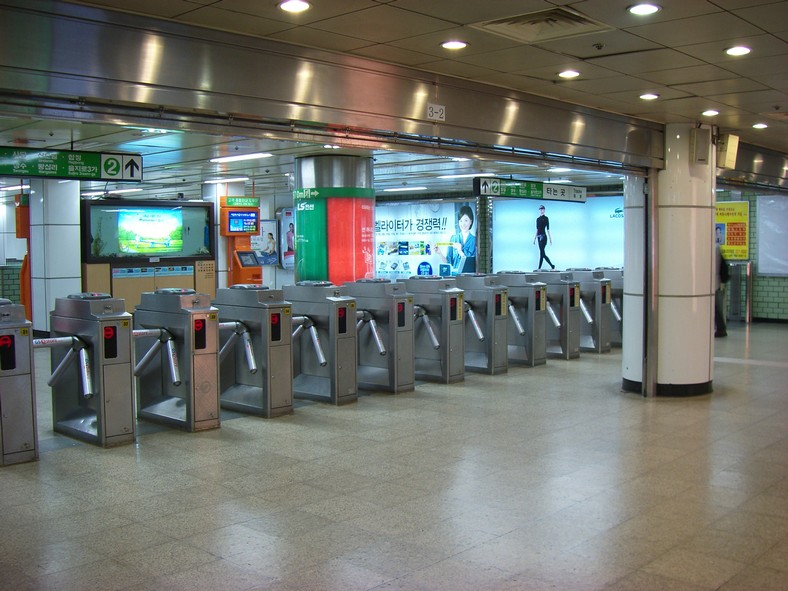
改札口（2007年11月25日）

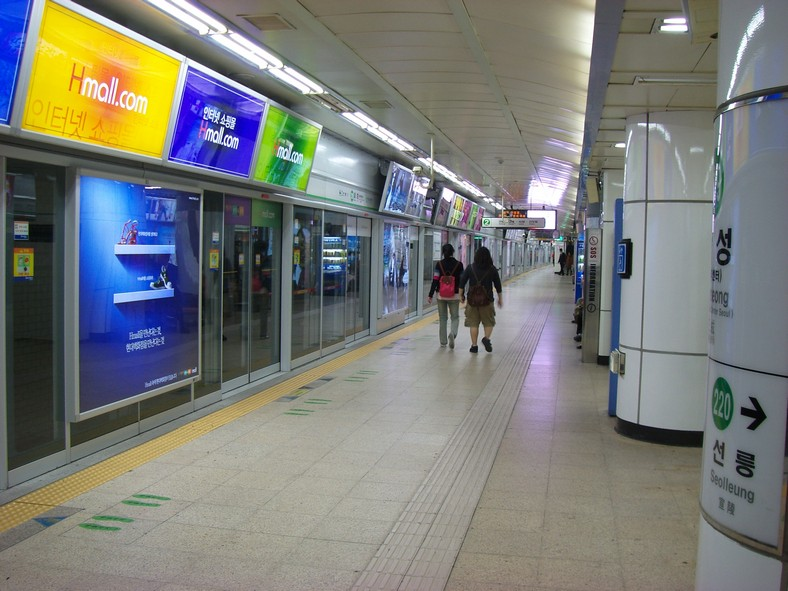
ホーム（2007年11月25日）

島式ホーム1面2線を有する地下駅で、フルスクリーンタイプのホームドアが設置されている。
改札口は3ヶ所あり、全てコンコースでつながっている。化粧室は改札外にある。
エレベーター完備。出入口は1番から8番までの計8ヶ所ある。また、コエックスモールは改札階で直接連絡通路で繋がっている。

### のりば
- 案内上ののりば番号は設定されていない。

| 内回り | 2号線 | 宣陵・江南・教大・舎堂方面       |
| 外回り | 2号線 | 蚕室・建大入口・聖水・往十里方面 |

## 利用状況
近年の一日平均利用人員推移は下記のとおり。
| 路線  | 路線     | 2000年  | 2001年  | 2002年  | 2003年  | 2004年  | 2005年  | 2006年  | 2007年  | 2008年  | 2009年  | 出典  |
| ----- | -------- | ------- | ------- | ------- | ------- | ------- | ------- | ------- | ------- | ------- | ------- | ----- |
| 2号線 | 乗車人員 | 69,161  | 75,488  | 75,444  | 76,164  | 75,992  | 74,371  | 73,402  | 72,765  | 71,556  | 70,331  | [ 1 ] |
| 2号線 | 降車人員 | 72,174  | 78,699  | 78,267  | 78,719  | 78,357  | 77,043  | 76,196  | 75,374  | 74,043  | 73,360  | [ 1 ] |
| 2号線 | 乗降人員 | 141,335 | 154,187 | 153,710 | 154,883 | 154,349 | 151,414 | 149,598 | 148,140 | 145,598 | 143,691 | [ 1 ] |
| 路線  | 路線     | 2010年  | 2011年  | 2012年  | 2013年  | 2014年  | 2015年  |         |         |         |         | [ 1 ] |
| 2号線 | 乗車人員 | 69,863  | 70,501  | 68,002  | 63,261  | 60,051  | 59,118  |         |         |         |         | [ 1 ] |
| 2号線 | 降車人員 | 73,228  | 73,174  | 70,097  | 65,033  | 62,147  | 60,952  |         |         |         |         | [ 1 ] |
| 2号線 | 乗降人員 | 143,091 | 143,675 | 138,099 | 128,295 | 122,198 | 120,070 |         |         |         |         | [ 1 ] |

## 駅周辺
当駅はテヘラン路と永東大路の交差する交差点の真下に位置する。
- ソウル江南警察署
- 江南消防署
- 江南運転免許試験場
- 大明中学校
- ロシア大使館
- 三成1洞住民センター
- ソウル医療院 江南本院
- コエックス（COEX）
- コエックスモール
- Freec UP Studio（朝鮮語版）
- カカオエンターテインメントMカンパニー（朝鮮語版）
- キーイースト（朝鮮語版）
- アセムタワー
- 韓国産業銀行
- 韓国総合貿易センター（朝鮮語版）
- 韓国都市住宅公社ソウル支社
- 徽文高等学校（朝鮮語版）
- KT&G
- 韓国都心空港（CALT）
- 現代百貨店貿易センター店
- 炭川
- グランド インターコンチネンタル ソウル パルナス
- パーク ハイアット ソウル
- 新羅ステイ三成

### バス路線
| 2番出口 | 幹線バス   | 143番 146番 363番 401番                                 |
| 2番出口 | 支線バス   | 2413番 3422番 4318番 4319番 4419番                      |
| 2番出口 | 京畿都市   | 11-3番 442番 917番                                      |
| 2番出口 | 広域バス   | 6900番 9407番 9507番                                    |
| 2番出口 | マウルバス | 江南01番 江南06番                                       |
| 3番出口 | 幹線バス   | 143番 363番                                             |
| 3番出口 | 支線バス   | 2413番 3422番 4318番 4319番 4419番                      |
| 3番出口 | 京畿都市   | 11-3番 917番                                            |
| 3番出口 | 広域バス   | 6900番 9407番 9507番                                    |
| 3番出口 | マウルバス | 江南01番 江南06番                                       |
| 4番出口 | 幹線バス   | 143番 363番 360番 730番                                 |
| 4番出口 | 支線バス   | 4428番 4434番                                           |
| 4番出口 | 循環バス   | 41番                                                    |
| 4番出口 | 京畿都市   | 442番                                                   |
| 4番出口 | 広域バス   | 1100番 1700番 2000番 7007番 8001番                      |
| 4番出口 | マウルバス | 江南01番 江南06番                                       |
| 5番出口 | 幹線バス   | 146番 341番 360番 730番                                 |
| 5番出口 | 支線バス   | 3411番 3415番 4428番 4434番                             |
| 5番出口 | 循環バス   | 41番                                                    |
| 5番出口 | 京畿都市   | 442番                                                   |
| 5番出口 | 広域バス   | 1100番 1700番 2000番 7007番 8001番                      |
| 5番出口 | マウルバス | 江南01番 江南06番                                       |
| 6番出口 | 幹線バス   | 143番                                                   |
| 6番出口 | 支線バス   | 2413番 4318番 4419番                                    |
| 6番出口 | 京畿都市   | 442番                                                   |
| 6番出口 | 広域バス   | 9407番 9507番                                           |
| 6番出口 | マウルバス | 江南01番 江南06番                                       |
| 7番出口 | 幹線バス   | 143番 146番 301番 342番 362番 401番                     |
| 7番出口 | 支線バス   | 2413番 2415番 3217番 3412番 3414番 3417番 3418番 4318番 |
| 7番出口 | 京畿都市   | 442番                                                   |
| 7番出口 | 広域バス   | 9407番 9507番                                           |
| 7番出口 | マウルバス | 江南01番 江南06番                                       |
| 7番出口 | 空港バス   | 6000番 6006番                                           |

## 隣の駅
ソウル交通公社
 2号線
総合運動場駅 (218) - 三成駅 (219) - 宣陵駅 (220)